# Per Malmén
Per Malmén, född 3 juli 1852 i Vallkärra socken, Malmöhus län, död 16 mars 1926 i Klara församling, Stockholm
, var en svensk målarmästare, pedagog och konstnär.
Han var gift med Olga Anna Maria Flodberg. Malmén studerade konst i Paris och München och vidareutbildade sig till yrkesmålare. Han var anställd som lärare i målning vid Tekniska skolan i Stockholm. Han medverkade i konstutställningar med Norrlands konstförening i Gävle och på Konstakademiens utställning 1885. Hans konst består av landskap men hans specialitet var blomsterstilleben.  
Per Malmén var en mycket skicklig marmoreringsmålare och bidrog starkt till att svenska målare lärde sig de nya marmoreringstekniker som under 1800-talets senare del utvecklades i bland annat Frankrike. År 1895 gav han ut den första svenska mönsterboken med tryckta planscher av målade marmorarter samt kortfattade kommentarer om hur de skulle utföras.